# Іні II
Іні II або Мершепсесра Іні — давньоєгипетський фараон пізньої XIII династії. Правив тільки Верхнім Єгиптом.